# Frans Zielens
Frans Zielens (Antwerpen, 29 september 1877 – aldaar, 20 december 1955) was een Belgisch componist, dirigent, zanger en diamantslijper. Hij was de vader van de schrijver Lode Zielens (1901-1944), die voor zijn roman Moeder, waarom leven wij? in 1933 de Belgische Staatsprijs voor Letterkunde ontving.

## Levensloop
Zielens is afkomstig uit het Sint-Andrieskwartier in Antwerpen. In zijn jeugd richtte hij met anderen een toneelafdeling en een muziekafdeling aan de school op. Binnen de muziekafdeling speelde hij cornet-à-pistons. Hij werd diamantslijper, maar studeerde ondertussen ook harmonieleer, contrapunt en fuga.
Vanaf 1896 verzorgde hij optredens als zanger en hij was ook dirigent van Vlaanderens Keerlen.
Al spoedig begon hij eerste stukken te componeren voor harmonieorkest (Keerlenmarsch, Leve de Voorzitter-marsch). Ook voor zijn broer Louis, die als bekende volkszanger in Antwerpse cafés optrad, schreef hij werken. Louis wilde met zijn cabaretachtige teksten de mensen een stukje vrolijkheid brengen.
Na de Eerste Wereldoorlog wisselde Frans Zielens zijn beroep, omdat hij problemen met zijn ogen had. In 1920 kreeg hij een baan bij de Bell Telephone Mfg. Co.. Hij werd opvolger van Frans Van Dijck als dirigent van de Harmonie Arbeid en Vermaak Antwerpen-Kiel (Koninklijke Bell Harmonie), die hij leidde tot in 1952. Ook andere blaasorkesten en zangverenigingen dirigeerde hij zoals de Harmonie Arbeid en Kunst Antwerpen, Socialistische Harmonie Strijd voor 't Recht Antwerpen-Kiel, Harmonie Morgenrood Antwerpen, de Socialistische Zangkring De Volkskreet en de Koninklijke Harmonie De Volksvrienden Borgerhout.
Als componist schreef hij rond 50 werken, soms op eigen teksten of op teksten van zijn broer.

## Composities

### Werken voor harmonie- en fanfareorkesten
- Doppersmarsch
- Feestmarsch
- Gouden bruiloft, fantasie-aubade
- Keerlenmarsch
- Leve de Voorzitter-marsch
- Toreador-marsch
- Vandelmarsch

### Werken voor koren
- Lofzang aan de Lente, voor gemengd koor - tekst: M. Goutier-de-Smet

### Vocale muziek
- De blinde knaap, voor zangstem en piano - tekst: J.J.L. ten Kate
- Leve de Zondag, voor zangstem en piano - tekst: Louis Zielens
- Ons Filleke gaat trouwen, voor zangstem en piano - tekst: J. Van Neervoord
- Zangersplichten